# Escudo de La Rioja (Argentina)
El Escudo de La Rioja (Argentina) es el escudo de armas o escudo provincial de la provincia de La Rioja en Argentina, fue institucionalizado en el año 1926 por ley provincial N.º421.
Evoca al Escudo Nacional Argentino por su forma oval, los olivos  que le rodean y el Sol de Mayo en forma de Sol Naciente que le corona. Le distingue como escudo provincial el hecho que en su campo se encuentre figurado el cerro General Belgrano -o Nevado de Famatina- como principal y único motivo emblemático. Fue creado mientras se producía la ley Nº3481 el 17 de marzo de 1892.

## Historia
Hasta el año 1921, las distintas reparticiones del Gobierno de La Rioja, usaron en forma simultánea varios escudos tomados de copias de otros, especialmente del nacional con algunas modificaciones.
En 1921, Durante el Gobierno del Ing. Benjamín Rincón, el gobierno nacional solicitó un facsímil (fotografía del original o reproducción), del escudo de la provincia de La Rioja, para ser publicado en un libro de Geografía de La República Argentina.

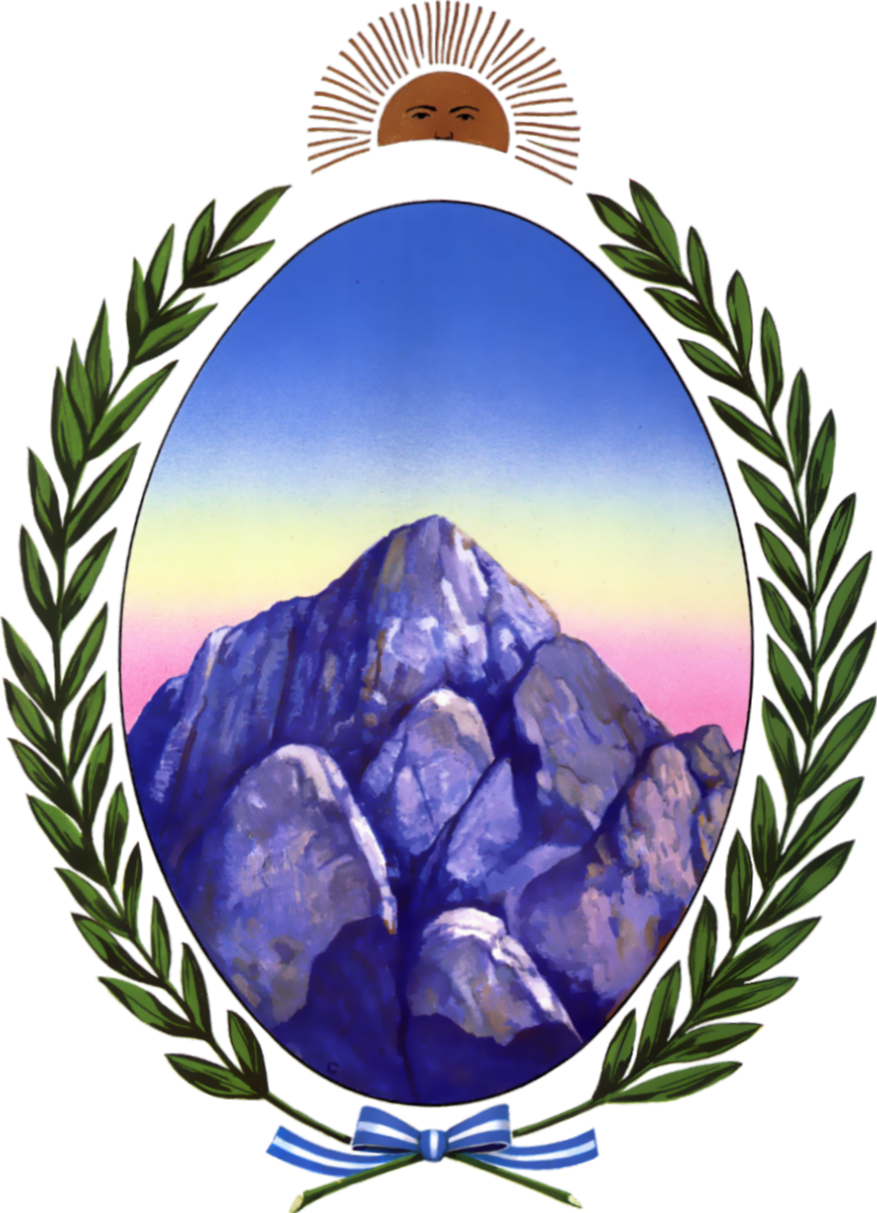
Diseño original del escudo

El Diputado Carlos M. Quiroga, inició una investigación y descubrió que entre los años 1824 y 1828, se había usado un sello provincial. Este sello le pareció el más adecuado y la Cámara de Diputados de la provincia, por la ley n.º 421 del 5 de julio de 1926, lo convirtió en "El Único y Auténtico Escudo de La Rioja".

## Detalles
El escudo provincial está formado por una elipse, en cuyo interior se destaca una montaña en forma de cono, de color gris oscuro, sobre un fondo azul pálido crepuscular.
La elipse está rodeada por dos ramas de olivo, de color verde natural, siendo estas el símbolo de la paz. Ambas ramas están unidas por un lazo de cintas azul y blanca, simbolizando las tradiciones emancipadoras.
En la parte superior de la elipse se encuentra un sol naciente, simbolizando la libertad.